# Chlorosome

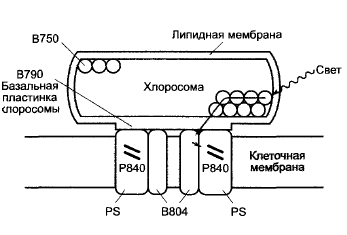
Un chlorosome

Un chlorosome est un organite agissant comme antenne collectrice pour la photosynthèse et présent chez les bactéries vertes sulfureuses et certaines bactéries phototrophes anoxygéniques filamenteuses telles que certaines familles de Chloroflexales (Chloroflexaceae, Oscillochloridaceae). Ils diffèrent des autres types d'antennes collectrices par leur grande taille et l'absence de matrice protéique supportant les pigments photosynthétiques.

## Fonction et structure
Les bactéries vertes sulfureuses vivent généralement dans des eaux très faiblement éclairées, par exemple à 100 m de profondeur dans la mer Noire. Leur capacité à absorber l'énergie lumineuse et la rapidité avec laquelle elles peuvent fournir cette énergie aux voies métaboliques qui en ont besoin sont déterminantes pour la capacité de survie de ces bactéries, dont certaines ne reçoivent en une journée que quelques photons par molécule de chlorophylle. Afin d'y parvenir, ces bactéries contiennent des chlorosomes, qui sont des structures rassemblant jusqu'à 250 000 molécules de chlorophylle. Ces chlorosomes ont une forme ellipsoïdale dont les dimensions chez les bactéries vertes sulfureuses sont comprises entre 100  et   200 nm de long, 50  à   100 nm de haut et 15  à   30 nm de large ; ceux des bactéries phototrophes anoxygéniques filamenteuses sont plus petits.
On pense que les chlorosomes des bactéries vertes sulfureuses sont liées aux centres réactionnels de la membrane plasmique par des complexes Fenna–Matthews–Olson et un socle formé de protéines csmA. Les chlorosomes des bactéries photosynthétiques anoxygéniques filamenteuses n'ont pas de complexe FMO. Les chlorosomes sont constitués essentiellement de bactériochlorophylles c, d et e, avec de petites quantités de caroténoïdes et de quinones, entourés d'une monocouche de galactolipides comprenant une dizaine de protéines membranaires.

## Détermination expérimentale de la structure des chlorosomes
La bactériochlorophylle et les caroténoïdes sont deux types de molécules agissant comme antennes collectrices d'énergie lumineuse. Les modèles actuels décrivent leur organisation à l'intérieur des chlorosomes comme lamellaire dans laquelle les queues de farnésol de la bactériochlorophylle s'enchevêtrent entre elles et avec les caroténoïdes en une structure rappelant un multicouche lipidique.
Une étude plus récente s'est également penchée sur le problème. L'étude des chlorosomes de bactéries vertes sulfureuses est rendue difficile par le fait que chaque chlorosome possède une structure interne particulière, de sorte que les techniques de cristallographie aux rayons X sont inopérantes pour déterminer leur structure fine, qui reste de ce fait à caractériser. Afin de circonscrire le problème, cette équipe a utilisé un ensemble de techniques complémentaires : création d'une lignée de bactéries mutantes présentant des chlorosomes ayant une structure interne plus régulière, cryo-microscopie électronique pour déterminer les principales caractéristiques de la géométrie interne de ces organites, spectroscopie RMN solide (en) afin de déterminer la structure des molécules de chlorophylle constituant les chlorosomes, et modélisation numérique pour générer une représentation cohérente à partir de tous ces éléments.
La bactérie mutante a été créée en inactivant trois gènes acquis tardivement par les bactéries vertes sulfureuses. Les chlorosomes ont été isolés à partir de la forme mutante comme de la forme sauvage de la bactérie et ont été étudiés par microscopie cryo-électronique, ce qui a permis d'établir que les molécules de chlorophylle s'organisent à l'intérieur des chlorosomes en formant des nanotubes. La combinaison des autres techniques d'investigation a permis d'établir que les molécules de chlorophylle sont orientées quasiment perpendiculairement à l'axe des nanotubes chez les bactéries mutantes, tandis que cet angle est moins net chez les bactéries sauvages. La structure générale des chlorosomes tire profit du désordre introduit par la variabilité de cet angle afin d'améliorer l'efficacité de l'organite, dans lequel une structure interne moins ordonnée est synonyme de performances améliorées.